# 长叶槭
长叶槭（学名：Acer litseifolium）为槭树科槭属下的一个种。

## 扩展阅读
- 維基物種上的相關：长叶槭